# Console Windows
Console Windows (ou Console Win32) est l'infrastructure permettant la création et gestion d'invites de commandes ou d'applications consoles sous Windows. Une instance d'une Console Windows possède une mémoire tampon de sortie vidéo et une mémoire tampon d'entrée. Elle peut être affichée dans une fenêtre Windows ou en plein écran.
Les instances consoles Windows sont typiquement utilisées par les applications qui ne nécessitent pas l'affichage d'image, mais uniquement de texte (potentiellement en couleur). Par exemple, la Console Windows est utilisée par les invites de commandes Windows Cmd ou Windows PowerShell, voire certains gestionnaires de fichiers ou éditeurs de texte (tels que Far Manager, Midnight Commander, MS-DOS Editor).
Le code source de la Console Windows a été rendu open source en 2019, sous la licence MIT.

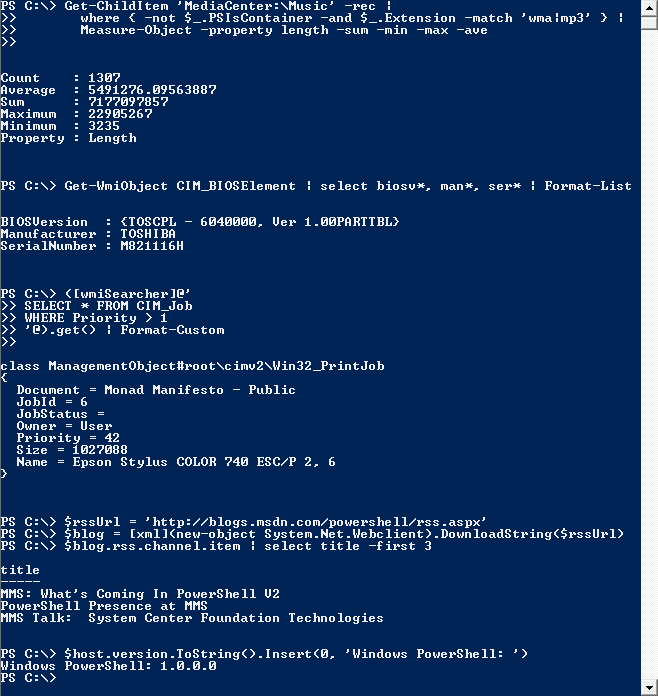
Windows PowerShell sur Windows Vista.

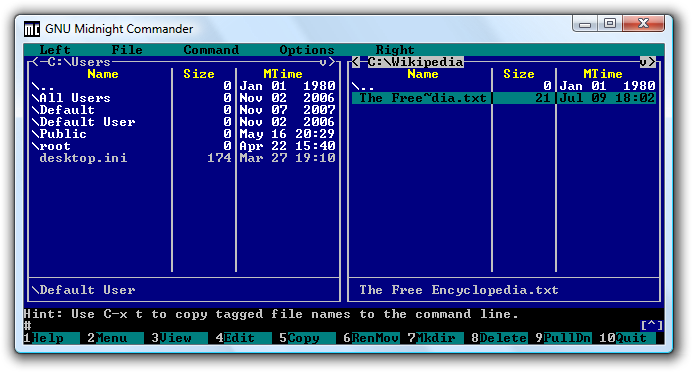
GNU Midnight Commander dans la console Win32.